# Contea di Marion (Georgia)
La contea di Marion (in inglese Marion County) è una contea dello Stato della Georgia, negli Stati Uniti. La popolazione al censimento del 2000 era di 7 144 abitanti. Il capoluogo di contea è Buena Vista.